# A Turks- és Caicos-szigetek zászlaja
A Turks- és Caicos-szigetek zászlaján a rúdrészt az 1965. szeptember 26-án adományozott címerpajzs díszíti. A helyi flóra és fauna jelenik meg rajta: kagylóhéj, egy homár és egy őshonos kaktusz.
A zászlót 1968. november 7-én vonták fel hivatalosan.